# Хетауда
Хетауда (непальск. हेटौडा) — город и муниципалитет на юге центральной части Непала, в районе Макванпур зоны Нараяни Центрального региона страны. Важный промышленный центр.
Расположен примерно в 132 км к юго-западу от Катманду, на высоте 455 м над уровнем моря. К западу от города протекает река Рапти (приток Нараяни), к северу — река Самри-Кхола, к югу — река Карра-Кхола. Город окружён горами: к северу от него расположен хребет Махабхарат, а к югу — хребет Сивалик (Чуриа). Через Хетауду проходит старое шоссе Трибхуван, связывающее Катманду с индийской границей: непальским городом Биргандж и примыкающим к нему индийским городом Раксаул. Кроме того, через город проходит важное шоссе, пересекающее Непал с запада на восток. Ближайший аэропорт находится в городе Симра, примерно в 30 км к югу от Хетауды.
По данным переписи 2011 года население города составляет 84 671 человек, из них 42 194 мужчины и 42 477 женщин.